# Río Pamir
El río Pamir (en tayiko: Помир; en persa: پامیر‎) es un río de Asia Central que discurre por Tayikistán y Afganistán, un afluente del río Panj que forma el límite norte de Wakhan.

## Geografía
El río Pamir tiene sus fuentes en la cordillera del Pamir, en la provincia de Gorno-Badakhshan, en el extremo oriental de Tayikistán. Fluye entre la cordillera Wakhan (al sur) y la cordillera Alichul meridional (al norte). Nace en el lago Zorkul, a una altitud de 4130 m, y luego fluye hacia el oeste y más tarde al suroeste. Cerca de la ciudad de Langar, a 2799 m, se une al río Wakhan dando lugar al nacimiento nominal del río Panj.
El Pamir, a lo largo de todo su curso, forma la frontera entre Tayikistán y Afganistán. Al noroeste de Langar, están el pico Karl Marx (6726 m) y el pico Engels (6507 m). Un camino corre a lo largo del río en el lado de Tayikistán hacia Khargush, donde gira hacia el norte para unirse a la carretera del Pamir. Un camino de menor calidad continúa hacia el este, hasta pasado Zorkul, casi hasta la frontera china.
John Wood fue el primer europeo que trató de encontrar la fuente del Oxus (hoy rio Amu Daria), o río Pamir. Hizo un viaje pionero en 1839 y alcanzó el lago Zorkul, lo que le supuso la concesión en 1841 de la Medalla de oro del Patrono de Royal Geographical Society.